# Grendelbruch
Grendelbruch es una localidad y comuna francesa situada en el departamento de Bajo Rin, en la región de Alsacia. Tiene una población de 1.127 habitantes (según censo de 1999) y una densidad de 77 h/km².